# Elsa Morante (film)
Elsa Morante è un film documentario del 1997 diretto da Francesca Comencini, dedicato alla figura di Elsa Morante.
Si tratta di un documentario commissionato dalla televisione francese. La regista evita toni celebrativi e dichiara di aver realizzato l'opera con «l'intento di esprimere, attraverso le opere della scrittrice, la ricerca delle verità nascoste tra le pagine della sua vita cercando di cogliere la realtà di una persona».